# Ivanjševski potok
Ivánjševski potok  (v zgornjem toku Curek) (madžarsko Szentgyörgyvölgyi-patak) je levi pritok Kobiljskega potoka na Goričkem in zahodnem Madžarskem. Izvira v ozki grapi v gozdu nad vasjo Lončarovci in teče kot potok Curek večinoma proti vzhodu. Kmalu se ob potoku pojavi sprva ozka, nato širša naplavna ravnica, po kateri teče mimo vasi Lončarovci, Ivanjševci in Središče/Szerdahely. Kot majhen potok prestopi slovensko-madžarsko državno mejo in teče po široki, precej mokrotni dolini sprva proti jugovzhodu mimo vasi Magyarszombatfa, Velemer (Velemér) in Szentgyörgyvölgy. Pri Soboški vasi (madžarsko Zalaszombatfa) se sredi močvirne ravnine izliva v Kobiljski potok.
V slovenskem delu teče potok po večinoma naravni strugi, obdani z grmovjem in mestoma mokrotnimi travniki, na madžarskem ozemlju so ga v letih 1983–1984 skoraj v celoti regulirali, a zaradi ilovnatih naplavin v dnu doline prevladujejo mokrotni travniki in nižinski poplavni gozdovi. Na močvirnem območju med Soboško vasjo in Belsősárdom sta Slovenija in Madžarska  s finančno podporo EU v letih 2007–2008 zgradili suhi zadrževalnik za poplavne vode s površino 272 ha, v katerem se lahko ob visokih pretokih zadrži do 2,8 mil. m3 vode Kobiljskega in Ivanjševskega potoka in s tem prepreči poplave dolvodno proti Rédicsu in Lendavi.